# Fernando Ruas
Fernando Ruas, né le 15 janvier 1949 à Viseu, est un homme politique portugais.